# Teorema de Rybczynski
O Teorema de Rybcynski é um teorema do comércio internacional, elaborado pelo economista Tadeusz Rybczynski que afirma que se os preços dos fatores estão constantes, o aumento da oferta de um fator conduz a um aumento da produção do bem que utiliza esse fator mais intensivamente, à custa da diminuição do outro bem que utiliza esse fator.